# Mycomya muscovita
Mycomya muscovita är en tvåvingeart som beskrevs av Vaisanen 1984. Mycomya muscovita ingår i släktet Mycomya och familjen svampmyggor.
Artens utbredningsområde är Idaho. Inga underarter finns listade i Catalogue of Life.